# Win Wilfong
Alva Winfred Wilfong (ur. 18 marca 1933 w Puxico, zm. 18 maja 1985 w Lincoln) – amerykański koszykarz, występujący na pozycjach rzucającego obrońcy oraz niskiego skrzydłowego, mistrz NBA z 1958 roku.

## Osiągnięcia
Na podstawie, o ile nie zaznaczono inaczej.
NCAA
- Uczestnik turnieju NCAA (1956)
- Wicemistrz turnieju National Invitation Tournament (NIT – 1957)
- 3. miejsce w konferencji Big Seven (1952, 1953)
- MVP turnieju NIT (1957)[2]
- Uczelnia Memphis zastrzegła należący do niego numer 22

ABL
- Mistrz ABL 1963[3]
- Wicemistrz ABL (1962)[3]

NBA
- Mistrz NBA (1958)[4]

Reprezentacja
- Mistrz igrzysk panamerykańskich (1955)[5]